# 理查德·普莱克
理查德·普莱克（英語：Richard Pryke），英国音频工程师。他因电影贫民窟的百万富翁赢得了奥斯卡最佳音响效果奖。自1993年起，普莱克参与制作了80多部电影。

## 部分影视作品
- 贫民窟的百万富翁 (2008)[1]